# Serge Bélair
Serge Bélair, né à Montréal le 4 octobre 1940 et mort à Longueuil le 28 septembre 2010, est un animateur de radio et de télévision québécois. Il figure parmi les pionniers de la station de télévision Télé-Métropole et il a été un animateur-vedette à la radio CJMS, à Montréal.

## Biographie
À l'âge de seulement 15 ans, Bélair anime ses premières émissions de radio à CFDA, une station de Victoriaville, après avoir remporté un concours d'art oratoire du Club optimiste Laurentien. Le prix consistait à remplacer un animateur en vacances. À ses débuts, par précaution, il se fait désigner comme étant « Réal Vallières » (nom d'emprunt).
Au cours des années suivantes, il travaille successivement sur les ondes radiophoniques de CHRD (Drummondville), CHNC (New Carlisle), CHEF (Granby), et CJSO (Sorel). Il est ensuite engagé à la station montréalaise CJMS en 1959, où il passe deux années.
Au début de l'année 1961, une nouvelle carrière s'ouvre pour le jeune homme de 20 ans. Le 19 février 1961, il anime le gala d'ouverture de Télé-Métropole, la première station de télévision privée francophone à Montréal. Bélair passe 13 ans au Canal 10 comme on l'appelait à l'époque, où il anime des jeux télévisés comme Cherchez le magot dans les années 1960, Qui dit vrai? dans les années 1970 et L'Union fait la farce (1976-1978), après le magazine Bon dimanche en 1968-1969,.
Bélair quitte la télévision en 1974 pour retourner à CJMS, où il anime l'émission matinale de l'antenne montréalaise du réseau Radiomutuel jusqu'en 1985. Il anime aussi l’émission Vedettes en direct à CKVL pendant les années 1990 avec son amie Danielle Ouimet,.
Bélair a été associé dans une agence de voyages, il a exploité une entreprise de production de messages publicitaires, ses services d'annonceur ont été retenus pendant 25 ans par la chaîne de magasins de meubles Brault et Martineau, dont le slogan « là où la qualité n’est pas un obstacle aux bas prix » est entré dans la culture populaire.
Serge Bélair a participé, à quatre reprises, au téléthon de la Fête du Travail de Jerry Lewis, à Las Vegas, pour venir en aide aux victimes de la dystrophie musculaire.
Il a également fait une apparition aux côtés de Danielle Ouimet dans le film Valérie (1968) de Denis Héroux en plus d'obtenir des rôles de soutien dans Bingo (1974) de Jean-Claude Lord et Ça peut pas être l’hiver, on n’a même pas eu d’été (1980) de Louise Carré, mettant en vedette Céline Lomez, Jacques Galipeau et Charlotte Boisjoli.
Amaigri, il fait une dernière apparition publique lors de l'enregistrement d'une émission du Banquier, le 30 juin 2010. Cette émission télévisée spéciale, pour marquer le 50e anniversaire du réseau TVA, est diffusée le dimanche qui précède son décès. Il meurt le 28 septembre 2010 d'un cancer de l'œsophage, quelques jours avant son soixante-dixième anniversaire.